# Losenheimi várrom

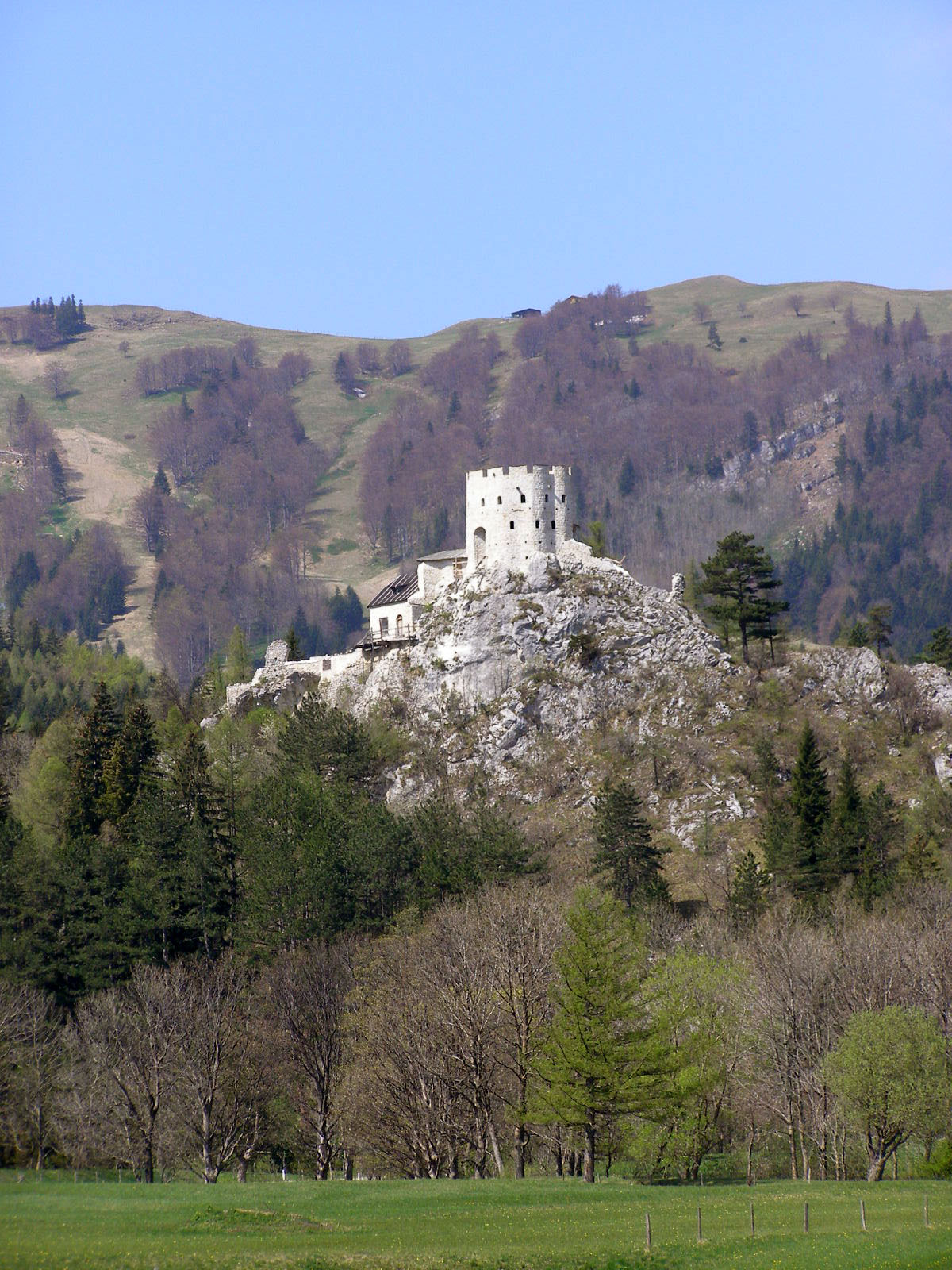
A várrom

A Losenheimi várrom egy várrom Alsó-Ausztriában Puchberg am Schneeberg településtől kb. 5 km-re. A vár a 12. században épült.